# Chaley Rose
Pour les articles homonymes, voir Rose.
Chaley Rose est une actrice et chanteuse américaine connue pour son rôle de Zoey dans la série Nashville.

## Biographie
Rose grandit dans la ville de Columbus dans l'Indiana. Elle étudie au Central Middle School avec John Thayer et Joe Baker. Elle étudie ensuite au lycée de Columbus où elle devient pom-pom girl, gymnaste et la première noire à devenir reine de promo dans ce lycée. Après le lycée, elle passe du temps à New York puis à Los Angeles.
Les parents de Chaley se nomment Cheryl Owsley Jackson and Charles Jackson, actuellement[précision nécessaire] divorcés après vingt ans de mariage. Elle a un frère qui se nomme Charles E. Jackson Junior.

## Filmographie
- 2013 : Anger Management : Daniella
- 2013 : Channing
- 2013 : 36 Saints
- 2013-2015 : Nashville : Zoey Dalton (28 épisodes)
- 2015 : Filthy Preppy Teen$ : Tarcher Bishop (8 épisodes)
- 2018 : Code Black : Pepper Russo (2 épisodes)
- 2019 : Un duo magique pour Noël (A Christmas Duet) de Catherine Cyran (TV) : Averie Davis
- 2020 : Lucifer : Destiny Page (1 épisode)